# Gnathonemus petersii
El pez nariz elefante o pez elefante de Peters (Gnathonemus petersii) es un pez cazador que puede llegar a pesar 12 kg y medir 1,5 m y posee un gran potencial eléctrico.

## Características
Posee un mentón en forma de trompa.
Tiende a tener hongos curables fácilmente 
Su color es bastante discreto.

## Comportamiento
Sus hábitos son nocturnos.
Es un pez a primera vista tímido, pero en realidad es muy territorial por su hábitat. 
Emite descargas eléctricas para defenderse de los demás peces y orientarse en aguas oscuras, es decir, como un sónar o para poder comunicarse con los de su especie, pero solo los que estén cerca de él cuando emita dicha descarga. Aunque estas descargas son algo molestas para el resto de peces que se encuentran a su alrededor. [cita requerida]
No utiliza mucho sus ojos para detectar objetos cercanos, sino que usa la electrolocalización.

## Alimentación
Se alimenta de pequeñas presas y demás invertebrados acuáticos. Las presas que come pueden estar incluso vivas.

## Hábitat
Vive en aguas cálidas, blandas y ácidas. Con una temperatura entre 23º y 25º. En las aguas de África Occidental y en ríos, como Zaire, Benue y Ogun.

## Cautividad
Esta especie no ha conseguido reproducirse en cautividad, por causas desconocidas aún.